# ブルーノ・カンパネッラ
ブルーノ・カンパネッラ（Bruno Campanella, 1943年1月6日 - ）は、イタリア出身の指揮者。

## 経歴
バーリの出身。幼いころよりピアノを学び、マルコ・デ・ナターレに音楽理論を習った。その後、地元の音楽院でニーノ・ロータに作曲を学び、フィレンツェでカルロ・プロスペリやルイジ・ダッラピッコラの薫陶も受け、ピエロ・ベルージの下で指揮も習得した。また、トーマス・シッパーズやハンス・スワロフスキーにも指揮法を学んでいる。1970年代後半からオペラ指揮者として頭角を現すようになり、スカラ座をはじめ、メトロポリタン歌劇場、ウィーン国立歌劇場など、世界有数の歌劇場に客演してイタリア・オペラの専門家としての名声を確立していった。1992年から1995年までトリノのレージョ劇場の首席指揮者を歴任している。